# Leptolucania ommata
Leptolucania ommata es una especie de pez de la familia de los fundúlidos en el orden de los ciprinodontiformes.

## Morfología
Los machos pueden llegar a los 3 cm de longitud total.

## Distribución geográfica
Se encuentran en Norteamérica: Estados Unidos.

## Nombres comunes
- Finés: Kääpiökilli, Rengashammaskarppi
- Inglés: Pygmy killifish
- Alemán: Wichtelkärpfling[4]